# Afrikanska mästerskapet i fotboll 1982
Afrikanska mästerskapet i fotboll 1982 spelades i Libyen. Precis som under 1980 års turnering deltog åtta lag i två fyralagsgrupper där de två bästa i varje grupp gick till semifinal.
Ghana vann turneringen genom att finalslå Libyen i straffsparksläggning med 7–6 efter 1–1 efter ordinarie speltid och förlängning.

## Deltagande lag
| - Algeriet - Kamerun - Etiopien - Ghana | - Libyen - Nigeria - Tunisien - Zambia |

## Gruppspel
Grönmarkerade lag gick vidare till semifinal.

### Grupp A
| Lag      | S | V | O | F | GM | IM | MS | P |
| -------- | - | - | - | - | -- | -- | -- | - |
| Libyen   | 3 | 1 | 2 | 0 | 4  | 2  | +2 | 4 |
| Ghana    | 3 | 1 | 2 | 0 | 3  | 2  | +1 | 4 |
| Kamerun  | 3 | 0 | 3 | 0 | 1  | 1  | 0  | 3 |
| Tunisien | 3 | 0 | 1 | 2 | 1  | 4  | −3 | 1 |

|  | 5 mars 1982 | Libyen                    | 2 – 2           | Ghana                      | 11 June Stadium, Tripoli                           |                                                    |
|  |             | Jaranah 58′ Al-Issawi 76′ | (0 – 1) Rapport | Alhassan 28′ Opoku Nti 89′ | Publik: 45 200 Domare: Sohan Ramlochun (Mauritius) | Publik: 45 200 Domare: Sohan Ramlochun (Mauritius) |
|  |             |                           |                 |                            | Publik: 45 200 Domare: Sohan Ramlochun (Mauritius) | Publik: 45 200 Domare: Sohan Ramlochun (Mauritius) |
|  |             |                           |                 |                            | Publik: 45 200 Domare: Sohan Ramlochun (Mauritius) | Publik: 45 200 Domare: Sohan Ramlochun (Mauritius) |

|  | 5 mars 1982 | Kamerun    | 1 – 1           | Tunisien  | 11 June Stadium, Tripoli                     |                                              |
|  |             | M'Bida 50′ | (0 – 0) Rapport | Gabsi 49′ | Publik: 45 000 Domare: Bakary Sarr (Senegal) | Publik: 45 000 Domare: Bakary Sarr (Senegal) |
|  |             |            |                 |           | Publik: 45 000 Domare: Bakary Sarr (Senegal) | Publik: 45 000 Domare: Bakary Sarr (Senegal) |
|  |             |            |                 |           | Publik: 45 000 Domare: Bakary Sarr (Senegal) | Publik: 45 000 Domare: Bakary Sarr (Senegal) |

|  | 9 mars 1982 | Kamerun | 0 – 0   | Ghana | 11 June Stadium, Tripoli                         |                                                  |
|  |             |         | Rapport |       | Publik: 40 000 Domare: Mohamed Larache (Marocko) | Publik: 40 000 Domare: Mohamed Larache (Marocko) |
|  |             |         |         |       | Publik: 40 000 Domare: Mohamed Larache (Marocko) | Publik: 40 000 Domare: Mohamed Larache (Marocko) |
|  |             |         |         |       | Publik: 40 000 Domare: Mohamed Larache (Marocko) | Publik: 40 000 Domare: Mohamed Larache (Marocko) |

|  | 9 mars 1982 | Libyen                              | 2 – 0           | Tunisien | 11 June Stadium, Tripoli                       |                                                |
|  |             | Seddik 42′ (sjm.) Al-Al-Bor'osi 83′ | (1 – 0) Rapport |          | Publik: 40 000 Domare: Kambaji Kabongo (Zaire) | Publik: 40 000 Domare: Kambaji Kabongo (Zaire) |
|  |             |                                     |                 |          | Publik: 40 000 Domare: Kambaji Kabongo (Zaire) | Publik: 40 000 Domare: Kambaji Kabongo (Zaire) |
|  |             |                                     |                 |          | Publik: 40 000 Domare: Kambaji Kabongo (Zaire) | Publik: 40 000 Domare: Kambaji Kabongo (Zaire) |

|  | 12 mars 1982 | Ghana      | 1 – 0           | Tunisien | 11 June Stadium, Tripoli                     |                                              |
|  |              | Essien 28′ | (1 – 0) Rapport |          | Publik: 40 000 Domare: Idrissa Traoré (Mali) | Publik: 40 000 Domare: Idrissa Traoré (Mali) |
|  |              |            |                 |          | Publik: 40 000 Domare: Idrissa Traoré (Mali) | Publik: 40 000 Domare: Idrissa Traoré (Mali) |
|  |              |            |                 |          | Publik: 40 000 Domare: Idrissa Traoré (Mali) | Publik: 40 000 Domare: Idrissa Traoré (Mali) |

|  | 12 mars 1982 | Libyen | 0 – 0   | Kamerun | 11 June Stadium, Tripoli                      |                                               |
|  |              |        | Rapport |         | Publik: 40 000 Domare: Babacar Fall (Senegal) | Publik: 40 000 Domare: Babacar Fall (Senegal) |
|  |              |        |         |         | Publik: 40 000 Domare: Babacar Fall (Senegal) | Publik: 40 000 Domare: Babacar Fall (Senegal) |
|  |              |        |         |         | Publik: 40 000 Domare: Babacar Fall (Senegal) | Publik: 40 000 Domare: Babacar Fall (Senegal) |

### Grupp B
| Lag      | S | V | O | F | GM | IM | MS | P |
| -------- | - | - | - | - | -- | -- | -- | - |
| Algeriet | 3 | 2 | 1 | 0 | 3  | 1  | +2 | 5 |
| Zambia   | 3 | 2 | 0 | 1 | 4  | 1  | +3 | 4 |
| Nigeria  | 3 | 1 | 0 | 2 | 4  | 5  | −1 | 2 |
| Etiopien | 3 | 0 | 1 | 2 | 0  | 4  | −4 | 1 |

|  | 7 mars 1982 | Nigeria                     | 3 – 0           | Etiopien | 28 March Stadium, Benghazi                    |                                               |
|  |             | Keshi 27′, 82′ Adeshina 40′ | (2 – 0) Rapport |          | Publik: 5 000 Domare: Bester Kalombo (Malawi) | Publik: 5 000 Domare: Bester Kalombo (Malawi) |
|  |             |                             |                 |          | Publik: 5 000 Domare: Bester Kalombo (Malawi) | Publik: 5 000 Domare: Bester Kalombo (Malawi) |
|  |             |                             |                 |          | Publik: 5 000 Domare: Bester Kalombo (Malawi) | Publik: 5 000 Domare: Bester Kalombo (Malawi) |

|  | 7 mars 1982 | Algeriet      | 1 – 0           | Zambia | 28 March Stadium, Benghazi                 |                                            |
|  |             | Merzekane 85′ | (0 – 0) Rapport |        | Publik: 5 000 Domare: Dodou N'Jie (Gambia) | Publik: 5 000 Domare: Dodou N'Jie (Gambia) |
|  |             |               |                 |        | Publik: 5 000 Domare: Dodou N'Jie (Gambia) | Publik: 5 000 Domare: Dodou N'Jie (Gambia) |
|  |             |               |                 |        | Publik: 5 000 Domare: Dodou N'Jie (Gambia) | Publik: 5 000 Domare: Dodou N'Jie (Gambia) |

|  | 10 mars 1982 | Zambia      | 1 – 0           | Etiopien | 28 March Stadium, Benghazi                         |                                                    |
|  |              | Munshya 68′ | (0 – 0) Rapport |          | Publik: 5 000 Domare: Jama Mohamed Ahmed (Somalia) | Publik: 5 000 Domare: Jama Mohamed Ahmed (Somalia) |
|  |              |             |                 |          | Publik: 5 000 Domare: Jama Mohamed Ahmed (Somalia) | Publik: 5 000 Domare: Jama Mohamed Ahmed (Somalia) |
|  |              |             |                 |          | Publik: 5 000 Domare: Jama Mohamed Ahmed (Somalia) | Publik: 5 000 Domare: Jama Mohamed Ahmed (Somalia) |

|  | 10 mars 1982 | Algeriet             | 2 – 1           | Nigeria   | 28 March Stadium, Benghazi                           |                                                      |
|  |              | Madjer 45′ Assad 65′ | (1 – 1) Rapport | Isima 44′ | Publik: 5 000 Domare: Cheikh Djibril MBaye (Senegal) | Publik: 5 000 Domare: Cheikh Djibril MBaye (Senegal) |
|  |              |                      |                 |           | Publik: 5 000 Domare: Cheikh Djibril MBaye (Senegal) | Publik: 5 000 Domare: Cheikh Djibril MBaye (Senegal) |
|  |              |                      |                 |           | Publik: 5 000 Domare: Cheikh Djibril MBaye (Senegal) | Publik: 5 000 Domare: Cheikh Djibril MBaye (Senegal) |

|  | 13 mars 1982 | Algeriet | 0 – 0   | Etiopien | 28 March Stadium, Benghazi                                |                                                           |
|  |              |          | Rapport |          | Publik: 5 000 Domare: Hugues Opangaul (Kongo-Brazzaville) | Publik: 5 000 Domare: Hugues Opangaul (Kongo-Brazzaville) |
|  |              |          |         |          | Publik: 5 000 Domare: Hugues Opangaul (Kongo-Brazzaville) | Publik: 5 000 Domare: Hugues Opangaul (Kongo-Brazzaville) |
|  |              |          |         |          | Publik: 5 000 Domare: Hugues Opangaul (Kongo-Brazzaville) | Publik: 5 000 Domare: Hugues Opangaul (Kongo-Brazzaville) |

|  | 13 mars 1982 | Zambia                                  | 3 – 0           | Nigeria | 28 March Stadium, Benghazi                           |                                                      |
|  |              | Kaumba 25′ Njovu 80′ Fregene 81′ (sjm.) | (1 – 0) Rapport |         | Publik: 5 000 Domare: Edwin Picon-Ackong (Mauritius) | Publik: 5 000 Domare: Edwin Picon-Ackong (Mauritius) |
|  |              |                                         |                 |         | Publik: 5 000 Domare: Edwin Picon-Ackong (Mauritius) | Publik: 5 000 Domare: Edwin Picon-Ackong (Mauritius) |
|  |              |                                         |                 |         | Publik: 5 000 Domare: Edwin Picon-Ackong (Mauritius) | Publik: 5 000 Domare: Edwin Picon-Ackong (Mauritius) |

## Utslagsspel
|  | Semifinaler        | Semifinaler       |       |                   | Final             | Final |  |
|  |                    |                   |       |                   |                   |       |  |
|  | 16 mars – Benghazi |                   |       |                   |                   |       |  |
|  | Ghana (e fl)       | 3                 |       |                   |                   |       |  |
|  | Algeriet           | 2                 |       |                   |                   |       |  |
|  |                    |                   |       |                   |                   |       |  |
|  |                    |                   |       |                   | 19 mars – Tripoli |       |  |
|  |                    |                   |       |                   | Ghana (str)       | 1 (7) |  |
|  |                    | Libyen            | 1 (6) |                   |                   |       |  |
|  |                    |                   |       |                   |                   |       |  |
|  |                    |                   |       |                   |                   |       |  |
|  |                    |                   |       |                   | Bronsmatch        |       |  |
|  | 16 mars – Tripoli  | 16 mars – Tripoli |       | 18 mars – Tripoli | 18 mars – Tripoli |       |  |
|  | Libyen             | 2                 |       | Algeriet          | 0                 |       |  |
|  | Zambia             | 1                 |       |                   | Zambia            | 2     |  |

### Semifinaler
|  | 16 mars 1982 | Ghana                            | 3 – 2 (e.fl.)          | Algeriet             | 28 March Stadium, Benghazi                    |                                               |
|  |              | Alhassan 64′, 103′ Opoku Nti 90′ | (2 – 2, 0 – 1) Rapport | Zidane 29′ Assad 62′ | Publik: 5 000 Domare: Bester Kalombo (Malawi) | Publik: 5 000 Domare: Bester Kalombo (Malawi) |
|  |              |                                  |                        |                      | Publik: 5 000 Domare: Bester Kalombo (Malawi) | Publik: 5 000 Domare: Bester Kalombo (Malawi) |
|  |              |                                  |                        |                      | Publik: 5 000 Domare: Bester Kalombo (Malawi) | Publik: 5 000 Domare: Bester Kalombo (Malawi) |

|  | 16 mars 1982 | Libyen              | 2 – 1           | Zambia     | 11 June Stadium, Tripoli                     |                                              |
|  |              | Al-Beshari 38′, 84′ | (1 – 1) Rapport | Kaumba 29′ | Publik: 50 000 Domare: Bakary Sarr (Senegal) | Publik: 50 000 Domare: Bakary Sarr (Senegal) |
|  |              |                     |                 |            | Publik: 50 000 Domare: Bakary Sarr (Senegal) | Publik: 50 000 Domare: Bakary Sarr (Senegal) |
|  |              |                     |                 |            | Publik: 50 000 Domare: Bakary Sarr (Senegal) | Publik: 50 000 Domare: Bakary Sarr (Senegal) |

### Bronsmatch
|  | 18 mars 1982 | Zambia                | 2 – 0           | Algeriet | 11 June Stadium, Tripoli                             |                                                      |
|  |              | Kaumba 2′ Munshya 25′ | (2 – 0) Rapport |          | Publik: 2 000 Domare: Cheikh Djibril MBaye (Senegal) | Publik: 2 000 Domare: Cheikh Djibril MBaye (Senegal) |
|  |              |                       |                 |          | Publik: 2 000 Domare: Cheikh Djibril MBaye (Senegal) | Publik: 2 000 Domare: Cheikh Djibril MBaye (Senegal) |
|  |              |                       |                 |          | Publik: 2 000 Domare: Cheikh Djibril MBaye (Senegal) | Publik: 2 000 Domare: Cheikh Djibril MBaye (Senegal) |

### Final
|  | 19 mars 1982             | Ghana                                                                  | 1 – 1 (e.fl.)          | Libyen         | 11 June Stadium, Tripoli                           |                                                    |
|  |                          | Alhassan 35′                                                           | (1 – 1, 1 – 0) Rapport | Al-Beshari 70′ | Publik: 50 000 Domare: Sohan Ramlochun (Mauritius) | Publik: 50 000 Domare: Sohan Ramlochun (Mauritius) |
|  |                          |                                                                        |                        |                | Publik: 50 000 Domare: Sohan Ramlochun (Mauritius) | Publik: 50 000 Domare: Sohan Ramlochun (Mauritius) |
|  | Straffsparksläggning 7–6 | Al-Beshari Sola Al-Ajeli Ben-Suleiman Al-Farjani Ghonaïm Jaranah Zeiyu |                        |                | Publik: 50 000 Domare: Sohan Ramlochun (Mauritius) | Publik: 50 000 Domare: Sohan Ramlochun (Mauritius) |

## Vinnare
| Mästare i afrikanska mästerskapet 1982      |
| ------------------------------------------- |
| Ghanas herrlandslag i fotboll Fjärde titeln |

## Målgörare
4 mål
| - George Alhassan |

3 mål
| - Ali Al-Beshari | - Peter Kaumba |  |

2 mål
| - Salah Assad - Samuel Opoku Nti | - Stephen Keshi | - Geofrey Munshya |

1 mål
| - Rabah Madjer - Chaabane Merzekane - Djamel Zidane - Grégoire Mbida | - John Essien - Faraj Al-Bar'ussi - Fawzi Al-Issawi - Abdel Razak Jaranah | - Ademola Adeshina - Okey Isima - Iron Njovu |

Självmål
| - Peter Fregene (mot Zambia) | - Kamel Seddik (mot Libyen) |  |